# Abbaye de Civate
L'abbaye Saint-Pierre-du-Mont de Civate est un complexe monastique roman du XIe siècle, situé dans la vallée dell'Oro, à Civate, dans la province de Lecco, en Lombardie (Italie).
Aujourd'hui désertée par les religieux, l'abbaye de Civate se compose de trois bâtiments : la basilique Saint-Pierre, le baptistère dédié à saint Benoît, et les ruines de l'ancien monastère.